# Чудо о птицах
Скульптура «Чудо о птицах» открыта 25 июня 2014 года в Сергиевом Посаде на смотровой площадке на Блинной горе. Скульптура изображает Преподобного Сергия Радонежского и слетающихся к нему голубей. Памятный знак приурочен к 700-летию со дня рождения Сергия Радонежского. Адрес: Россия, Московская область, Сергиев Посад, ул. Вознесенская, 25.
Автор памятного знака — скульптор-монументалист, художник, заслуженный деятель культуры, член Московского Союза Художников и Международного Художественного Фонда — Мария Тихонова, многие творения которой украшают город Сергиев Посад.

## О памятнике
Во время вечерней молитвы к Преподобному Сергию явились поющие неизвестные ему прекрасные птицы, символизирующие его будущих учеников. Именно этот судьбоносный момент и запечатлен в скульптуре. Значение этого явления: молитвы Сергия были услышаны и приняты.
«Однажды, поздно вечером, стоя у себя в келии, как обычно, на молитве, он услышал голос: „Сергий!“ Преподобный помолился и отворил оконце келии. Дивный свет льется с неба, и в нем Сергий видит множество прекрасных, неизвестных ему раньше птиц. Тот же голос говорит: ‒ Сергий, ты молишься о своих духовных детях: Господь принял твою молитву. Посмотри кругом ‒ видишь, какое множество иноков собрано тобою под твое руководство во имя Живоначальныя Троицы. А птицы летают в свете и необычайно поют.‒ Так умножится стадо учеников твоих, и после тебя они не оскудеют».
«И вот узрел он видение чудесное: появился на небе свет яркий, который всю ночную тьму разогнал; и ночь эта озарена была светом, дневной свет превосходившим в яркости. Услышал он вторично голос, говорящий: „Сергий! Ты молишься за своих детей, и Господь моление твое принял. Смотри же внимательно и увидишь множество иноков, во имя святой и живоначальной Троицы собравшихся в твое стадо, которое ты наставляешь“. Святой взглянул и увидел множество птиц очень красивых, прилетевших не только в монастырь, но и в окрестности монастыря. И голос был слышен, говорящий: „Как много ты видел птиц этих, так умножится стадо учеников твоих и после тебя не истощится, если они захотят по твоим стопам идти“.»
— Епифаний Премудрый. Житие Сергия Радонежского